# Bubblegum pop
El Bubblegum pop és un gènere de música pop amb un estil enganxós i optimista que es comercialitza per a nens i adolescents. El terme també es refereix a un subgènere de rock i pop més específic, originari dels Estats Units a finals dels anys 60, que va evolucionar a partir del garage rock, les cançons novetat i el so Brill Building, i que també es va definir pel seu objectiu demogràfic de preadolescents i joves adolescents. L'èxit de 1969 dels Archies "Sugar, Sugar" va ser un exemple representatiu que va conduir al Cartoon rock, una tendència de curta durada de les sèries de dibuixos animats del dissabte al matí que inclouen en gran manera cançons de pop rock en l'estil de Bubblegum pop.
Els productors Jerry Kasenetz i Jeffry Katz van reivindicar el mèrit d'haver encunyat el "Bubblegum", dient que quan van parlar sobre el seu públic objectiu, van decidir que eren "els adolescents, els nens petits. I en aquell moment estàvem mastegant xiclet, i la meua parella i jo solia mirar-ho i riure i dir: "Ah, això és com la música de xiclet"". Aleshores, el terme va ser popularitzat pel seu cap, l'executiu del segell Buddah Records, Neil Bogart. Sovint es va fer servir com a pejoratiu per a la música pop que es considera d'un sol ús i artificiosa.
La majoria d'actes de bubblegum van ser temes d'un sol èxit (les excepcions notables van incloure la Partridge Family i Tommy Roe) i el so va romandre una força comercial important fins a principis dels anys setanta. Els comentaristes sovint debaten sobre l'abast del gènere i han defensat de manera diversa l'exclusió o la inclusió del dance-pop, disco, teen pop, boy bands i, especialment, els Monkees. Durant la dècada de 1970, el so original del bubblegum va ser una influència formativa en el punk rock, la new wave i el metall melòdic.